# Begís
Begís (en castellà i oficialment, Bejís) és un municipi del País Valencià situat a la comarca de l'Alt Palància.

## Geografia
Situat en la vessant NE de la serra d'Andilla, a 800 m d'altitud, el terme de Begís està solcat pels rius Palància i Canales i compta amb els cims de La Juliana (1.476 m), La Pericona (1.468 m) entre d'altres; atresora paratges d'interés turístic i paisatgístic com ara la Font de los Cloticos, el barranc d'Agualobos o el naiximent del Palància, i, sobretot el cim Peñaescabia (1.331 m) declarat Paratge Natural Municipal el 26 de novembre de 2004. La flora i la fauna mediterrànies hi està representada amb la farda, la rabosa, el porc javalí, l'àguila real, el pi, el teix, l'àlber i gran varietat de plantes aromàtiques i medicinals.

### Nuclis de població
- Begís
- Masia dels Pérez
- Ríos de Arriba
- Ríos de Abajo
- Arteas de Abajo
- Arteas de Arriba

### Municipis limítrofs
Limita amb Sacanyet, Teresa, Toràs i el Toro.

## Història
La població actual és d'orige romà, tal com ho testifica el seu aqüeducte, encara que en el terme s'han trobat restes iberes. Fon poblada per musulmans i posteriorment conquerida per Jaume I (1208-1276) el 1228-1229. Aquell any Pere Fernández d'Azagra s'apoderà del seu castell i la seua terra per a revertir-la a la Corona alhora que la sotmetia al bisbat de Sogorb. El mateix rei atorgà, en 1235, el castell de Begís i les seues terres a l'orde de Calatrava, la qual hi va mantindre el poder amb el títol de comanda i vot en Corts. El 18 d'agost del 1276 Roi Pérez, comanador major d'Alcanyís, concedí carta de població, a fur de València, a 110 hòmens. No se'n sap res més fins al 1838, any en què, amb motiu de les guerres carlines, fon ocupada la vila per ells i assetjada dues vegades pel general Azpiroz. Durant el regnat d'Isabel II (1830-1904) va ser senyor el duc de Montpensier, infant Francesc de Paula.

## Demografia
| 1900  | 1910  | 1920  | 1930  | 1940  | 1950  | 1960 | 1970 | 1981 | 1991 | 2000 | 2005 | 2007 |
| ----- | ----- | ----- | ----- | ----- | ----- | ---- | ---- | ---- | ---- | ---- | ---- | ---- |
| 1.276 | 1.285 | 1.238 | 1.101 | 1.010 | 1.103 | 891  | 680  | 524  | 376  | 383  | 413  | 428  |

## Economia
A finals del segle xvi es crea a Begís un important comerç de gel amb València gràcies a la major concentració de pous de neu del Mediterrani que es localitzava en el cim de la Bellida. Actualment el motor de l'economia és l'envasament i venda de l'aigua de la font de Los Cloticos, de merescuda fama. També hi ha activitat agrícola i ramadera.

## Política i govern

### Composició de la Corporació Municipal
El Ple de l'Ajuntament està format per 7 regidors. En les eleccions municipals de 26 de maig de 2019 foren elegits 4 regidors del Partit Socialista del País Valencià (PSPV) i 3 del Partit Popular (PP).
| Eleccions municipals de 26 de maig de 2019 - Begís                                                               |                                          |                                     |                                     |      |          |          |
| Candidatura | Candidatura                              | Candidatura                         | Cap de llista                       | Vots | Vots     | Regidors |
| | Partit Socialista del País Valencià-PSOE |                                     | Josefa Madrid Martínez              | 159  | 58,24%   | 4 ()     |
| | Partit Popular                           |                                     | Miguel Pradas Lázaro                | 111  | 40,66%   | 3 ()     |
| | Vots en blanc                            |                                     |                                     | 3    | 1,10%    |          |
| Total vots vàlids i regidors                                                                                     | Total vots vàlids i regidors             | Total vots vàlids i regidors        | Total vots vàlids i regidors        | 273  | 100 %    | 7        |
| | Vots nuls                                | Vots nuls                           | Vots nuls                           | 5    | 1,80%    |          |
| Participació (vots vàlids més nuls)                                                                              | Participació (vots vàlids més nuls)      | Participació (vots vàlids més nuls) | Participació (vots vàlids més nuls) | 278  | 83,73%** |          |
| Abstenció | Abstenció                                | Abstenció                           | Abstenció                           | 54*  | 16,27%** |          |
| Total cens electoral                                                                                             | Total cens electoral                     | Total cens electoral                | Total cens electoral                | 332* | 100 %**  |          |
| Alcaldessa: Josefa Madrid Martínez (PSPV) (15/06/2019) Per majoria absoluta dels vots dels regidors              |                                          |                                     |                                     |      |          |          |
| Fonts: JEC, JEZ Sogorb, Periòdic Ara. (* No són vots sinó electors. ** Percentatge respecte del cens electoral.) |                                          |                                     |                                     |      |          |          |

### Alcaldia
Des de 2019 l'alcaldessa de Begís és Josefa Madrid Martínez, del Partit Socialista del País Valencià (PSPV).
| Període                       | Alcalde o alcaldessa                      | Partit polític | Data de possessió     | Observacions         |
| ----------------------------- | ----------------------------------------- | -------------- | --------------------- | -------------------- |
| 1979–1983                     | José Gil Pérez                            | UCD            | 19/04/1979            | --                   |
| 1983–1987                     | Andrés Capilla Castillo                   | PSPV-PSOE      | 28/05/1983            | --                   |
| 1987–1991                     | Andrés Capilla Castillo                   | PSPV-PSOE      | 30/06/1987            | --                   |
| 1991–1995                     | Liberto Soriano Marco                     | PSPV-PSOE      | 15/06/1991            | --                   |
| 1995–1999                     | Herminia Palomar Pérez                    | PP             | 17/06/1995            | --                   |
| 1999–2003                     | Herminia Palomar Pérez                    | PP             | 03/07/1999            | --                   |
| 2003–2007                     | Herminia Palomar Pérez                    | PP             | 14/06/2003            | --                   |
| 2007–2011                     | Herminia Palomar Pérez                    | PP             | 16/06/2007            | --                   |
| 2011–2015                     | Herminia Palomar Pérez Olga Pradas Romero | PP             | 11/06/2011 07/03/2012 | Dimissió/renúncia -- |
| 2015–2019                     | Josefa Madrid Martínez                    | PSPV-PSOE      | 13/06/2015            | --                   |
| 2019-2023                     | Josefa Madrid Martínez                    | PSPV-PSOE      | 15/06/2019            | --                   |
| Des de 2023                   | n/d                                       | n/d            | 17/06/2023            | --                   |
| Fonts: Generalitat Valenciana |                                           |                |                       |                      |

## Monuments

### Monuments religiosos

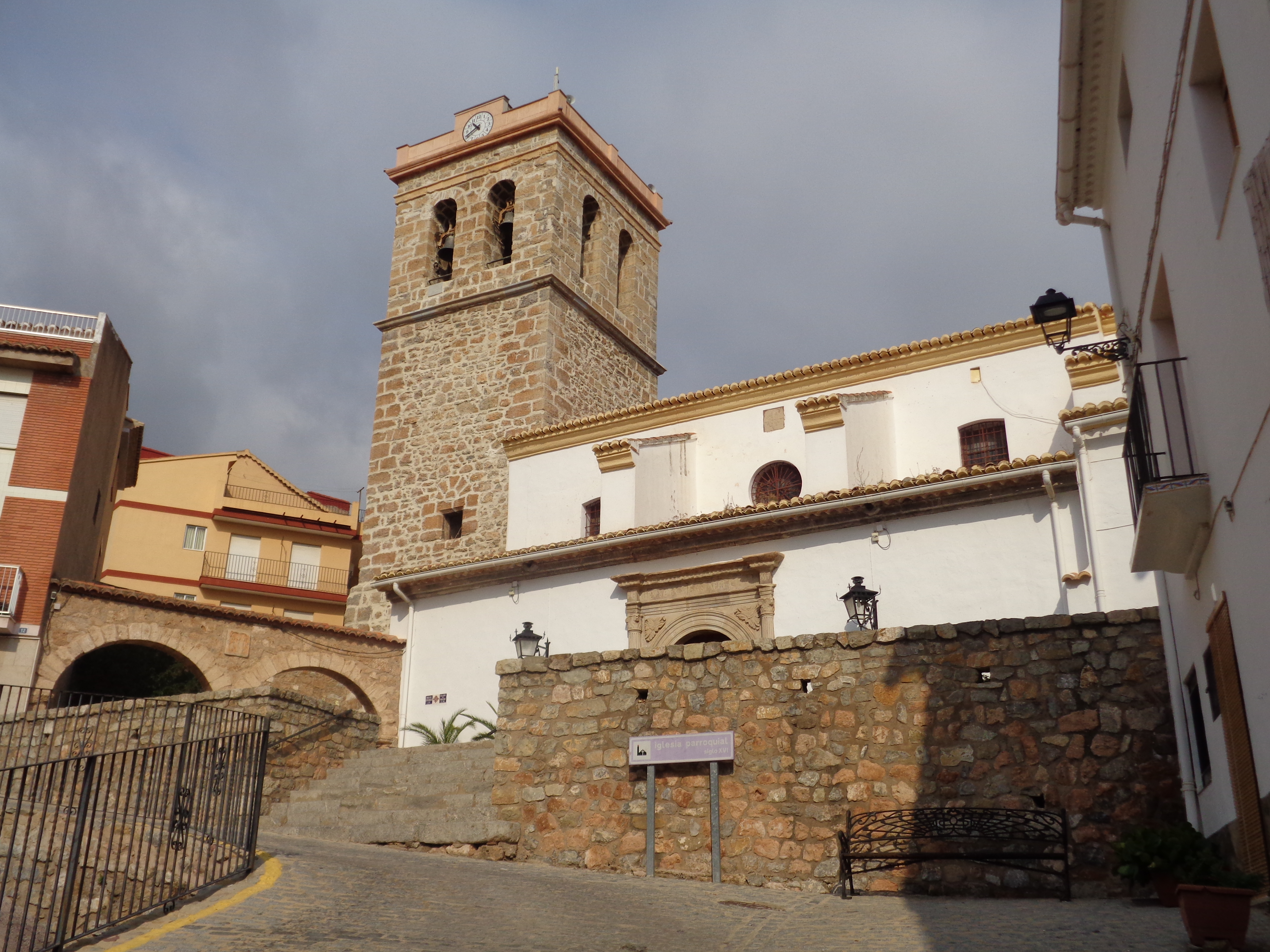
Església dels Àngels.

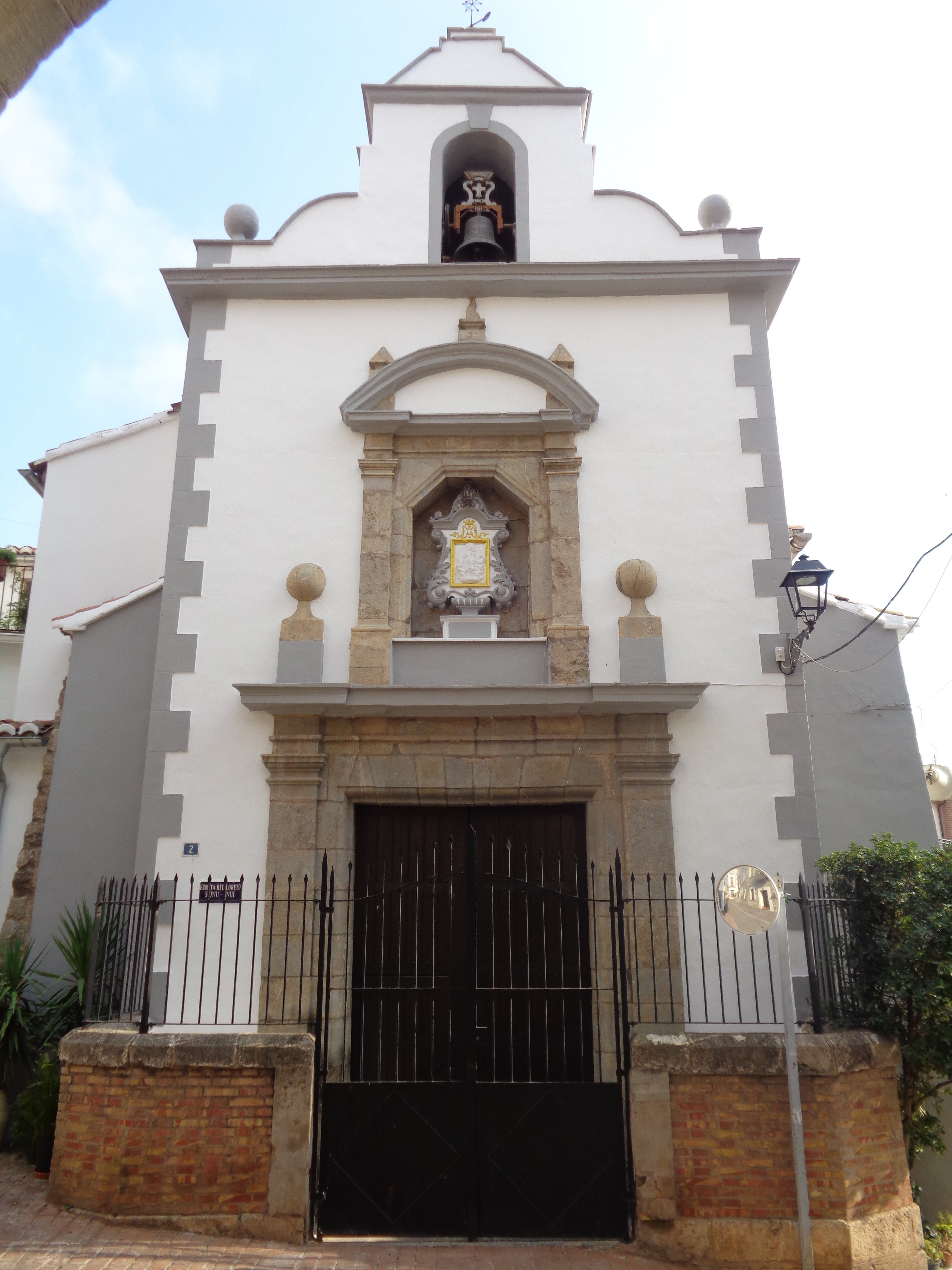
Ermita del Loreto.

- Església parroquial de Nostra Senyora dels Àngels. Té portada renaixentista i un atri enjardinat complementat amb els arcs procedents de l'antic ajuntament.
- Ermita de Loreto.
- Ermita de Sant Joan.
- Ermita de Sant Blai.

### Monuments civils
- Aqüeducte romà. Del segle ii. Declarat Monument Nacional en l'any 1982, situat al peu del Castell. L'aqüeducte tenia en origen set arcs de mig punt, dels quals en l'actualitat se'n conserven només cinc, i arriba a una longitud de 82 metres. Originàriament feia 125 metres, incloent-hi la conducció d'aigües en canal sobre arquejades, els dos murs extrems, la connexió amb el canal de proveïment i la connexió subterrània de subministrament al poble. A pesar de ser un aqüeducte, la seua tipologia pareix que responga més a un pont, a causa del sistema estructural utilitzat, puix que té tallamars en totes les piles i contraforts en les piles imparelles. La fàbrica és de carreus en els arcs i les piles, mentre que en els elements restants s'utilitza la maçoneria. Cada pila i tallamar es corona amb una rematada piramidal.

- Castell. del segle xiii. Ruïnes d'origen romà, va ser adaptat per musulmans i cristians. Només se'n conserven sitges, aljubs i restes de muralla. Construït en un pujol protegit per dos rius i amb una tallada natural pel sud i l'oest. Va estar construït amb carreus en els angles, maçoneria i argamassa, observant-se diferents formes de disposició de les pedres en funció potser de l'època de construcció. Les rondes de la muralla, en 1580, estaven cobertes de lloses de rodeno i la calç i la pedra van ser els elements més usats. La porta va estar en la cara nord, a l'esquerra de l'entrada queda la pedra de l'escut, i una vegada dintre havia un gran pati i al fons una construcció. Un segon pati albergava cavalleries, ferreries i magatzems, és on està hui dia l'anomenada cisterna. Una tercera porta donava a un altre pati, pel qual s'accedia al nucli o fortalesa en el qual havia una torre alta i les zones nobles en una altra torre més ampla que és on ara per ara situem la cova fosca. Nou escales comunicaven el camí de ronda amb els patis. Eixe camí vorejava la muralla exterior, que era més alta i fortificava en la part que recau al poble. Les sales interiors presenten volta de mig canó i un passadís que hi ha al costat de la cova fosca té el sostre pla en el qual s'ha utilitzat el rodeno. En la seua època d'esplendor, el castell tingué les portes principals de fusta recoberta amb planxes de ferro. Actualment, davall de les ruïnes s'amaguen càmeres buides.

- Graner de l'infant. Del segle xv. Un antic graner derrocat i totalment reconstruït i en el qual han sobreviscut dos bells blasons originals.

## Llocs d'interés

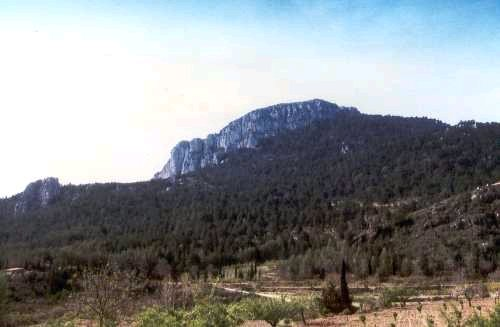
La Peñaescavia

- Paratge Natural Municipal de Peñaescabia. El nou paratge natural té una superfície de 475 hectàrees i posseïx un ecosistema d'alt interés des del punt de vista botànic. Es tracta de l'Ombria dels Talls, on hi ha pinedes mediterrànies de pi negre (endèmics) i boscos de teixos.

- Font de Los Cloticos. L'aigua brolla de la font, després de diversos anys de llarg recorregut pel cor de la muntanya, que actua com a filtre natural, garantint que l'aigua conserve la puresa original i una mineralització equilibrada. La seua composició i característiques essencials es mantenen constants dins dels límits imposats per les fluctuacions naturals, segons exigix la Reglamentació Tecnicosanitària d'Aigües de beguda envasades per a aigües de deu. L'aigua s'embotella en la planta encarregada.

## Cultura
- Museu Etnològic i Arqueològic. En 1985 l'Ajuntament i l'Associació d'Amics del Museu van iniciar el projecte d'instal·lar un Museu d'Etnologia i Història a Begís, i ja en 1987 es va inaugurar la primera instal·lació. Així, el museu estigué obert fins que en l'any 1994 es decidí tancar-lo al públic per a fer-hi una reforma profunda. Per això estigué tancat durant tres anys, fins que a l'estiu de 1997 reobrí les portes al públic. El nou museu disposa d'onze sales d'exposició permanent i una dedicada a exposicions de caràcter temporal, fet que suposa incrementar en quatre les existents amb anterioritat. Conté una col·lecció de làpides romanes i vaixelles, i una altra dedicada a l'etnologia local.

- Museu de l'Aigua. Es dividix en dos parts. La primera de les àrees se centra en la cultura hidràulica, amb una mostra sobre l'aprofitament de l'aigua al llarg dels segles en el Museu d'Etnologia i Arqueologia de Begís. La segona part consistix en una exposició interactiva del cicle de l'aigua en el planta embotelladora dels Cloticos, en la qual es tracta tant l'element natural de l'aigua com els aprofitaments de l'aigua de Begís i la seua explotació en la planta.

## Festes i celebracions
- Festes patronals. Se celebren de l'1 al 7 de setembre en honor de la Nostra Senyora de Loreto i dels Sants Màrtirs Victorí i Pelegrí.
- Sant Blai. Se celebra el 3 de febrer.

## Personatges il·lustres
- Antonio Ponz Piquer (Begís 1725, † Madrid 1792), escriptor i pintor il·lustrat.